# Les Chariots de feu (bande originale)
Albums de Vangelis
See You Later
(1980) Blade Runner
(1982 / 1994)
La bande originale du film Les Chariots de feu (Chariots of Fire) a été composée, arrangée, interprétée et produite en album par Vangelis en 1981. 
La musique présente sur l'album diffère quelque peu de celle qui accompagne le film. La plupart des titres de l'album de Vangelis sont en effet arrangés différemment (enregistrement, mixage). Le long morceau « Chariot of Fire » qui occupe toute une face du disque vinyle et reprend tour à tour quelques-uns des thèmes entendus dans le film a été produit spécialement pour l'album. À l'inverse, certaines musiques de Vangelis présentes dans le film ne figurent pas sur l'album. C'est le cas notamment du morceau Hymne de l'album Opéra sauvage, dont on peut entendre une nouvelle version uniquement dans le film. 

## Historique
À l'origine, Hugh Hudson, le réalisateur du film, avait choisi pour thème principal le morceau L'Enfant, présent sur l'album Opéra sauvage de Vangelis (composé pour la série documentaire L'Opéra sauvage de Frédéric Rossif). Au moment du montage final du film, Vangelis, qui pense qu'il y a possibilité de faire une musique mieux adaptée, propose un nouveau thème qu'il a composé spécialement à ce propos. Il le soumet au réalisateur mais ce dernier, habitué au premier thème de L'Enfant, refuse dans un premier temps d'en changer. Face à l'insistance de Vangelis, il accepte finalement d'utiliser le nouveau thème, lequel devient un succès mondial.
Le morceau Jerusalem, qui est le seul figurant sur l'album à ne pas être une composition de Vangelis, est un hymne patriotique et populaire devenu un classique incontournable et indissociable de la culture anglaise, composé par Charles Hubert Hastings Parry en 1916 sur un poème de William Blake : And did those feet in ancient time (Et est-ce que ces pieds autrefois), 1804, préface de l'œuvre de Blake : Milton, a poem.

## Postérité
Pour son travail, Vangelis a obtenu l'Oscar de la meilleure musique de film lors des Oscars 1982.
Pour la présentation du Macintosh en 1984, Steve Jobs choisit de faire jouer le morceau Chariots of Fire par l'appareil.
Le morceau Chariots of Fire a été interprété par l'Orchestre philharmonique de Londres, dirigé pour l'occasion par Sir Simon Rattle, lors de la cérémonie d'ouverture des  Jeux Olympiques d'été à Londres le 27 juillet 2012, avec la participation humoristique de Rowan Atkinson (connu pour jouer le personnage de Mr Bean). Ce thème sera utilisé comme musique de fond pour la plupart des cérémonies de remise de médailles.

## Liste des titres
| 1.    | Titles           | 3:33  |
| 2.    | Five Circles     | 5:20  |
| 3.    | Abraham's Theme  | 3:20  |
| 4.    | Eric's Theme     | 4:18  |
| 5.    | 100 Meters       | 2:04  |
| 6.    | Jerusalem        | 2:47  |
| 7.    | Chariots of Fire | 20:41 |
| 42:03 |                  |       |

## Édition 2012:Chariots of Fire - The Play
Cette nouvelle version de l'album est issue du spectacle sur scène tiré du film.
| No  | Titre                  | Durée |
| --- | ---------------------- | ----- |
| 1.  | Chariots of Fire       | 3:29  |
| 2.  | Physical Energy        | 3:13  |
| 3.  | Home in the Glen       | 3:53  |
| 4.  | Eric's Theme           | 4:06  |
| 5.  | Abraham's Theme        | 3:03  |
| 6.  | Harold's Despair       | 2:25  |
| 7.  | Belief                 | 4:12  |
| 8.  | Ballard                | 3:11  |
| 9.  | Aspiration             | 8:09  |
| 10. | Eric's Pleasure        | 5:07  |
| 11. | Lord Lindsay           | 1:37  |
| 12. | At the Starting Blocks | 3:57  |
| 13. | Epilogue               | 4:26  |
| 14. | After the Race         | 4:37  |
| 15. | Jerusalem              | 3:05  |

## Certifications
| Pays                  | Certification | Ventes certifiées |
| --------------------- | ------------- | ----------------- |
| Canada (Music Canada) | 3 × Platine   | 300 000           |
| États-Unis (RIAA)     | Platine       | 1 000 000         |
| Royaume-Uni (BPI)     | Platine       | 300 000           |